# Daiki Iwamasa
Daiki Iwamasa (岩政 大樹?, Iwamasa Daiki; Suō-Ōshima, 30 gennaio 1982) è un allenatore di calcio ed ex calciatore giapponese, di ruolo difensore, tecnico del Consadole Sapporo.

## Carriera

### Nazionale
Il 10 ottobre 2009 fa il suo esordio in nazionale in una gara amichevole contro la Scozia.

## Statistiche

### Cronologia presenze e reti in nazionale
| Cronologia completa delle presenze e delle reti in nazionale ― Giappone | Cronologia completa delle presenze e delle reti in nazionale ― Giappone | Cronologia completa delle presenze e delle reti in nazionale ― Giappone | Cronologia completa delle presenze e delle reti in nazionale ― Giappone | Cronologia completa delle presenze e delle reti in nazionale ― Giappone | Cronologia completa delle presenze e delle reti in nazionale ― Giappone | Cronologia completa delle presenze e delle reti in nazionale ― Giappone | Cronologia completa delle presenze e delle reti in nazionale ― Giappone |
| Data                                                                    | Città                                                                   | In casa                                                                 | Risultato                                                               | Ospiti                                                                  | Competizione                                                            | Reti                                                                    | Note                                                                    |
| ----------------------------------------------------------------------- | ----------------------------------------------------------------------- | ----------------------------------------------------------------------- | ----------------------------------------------------------------------- | ----------------------------------------------------------------------- | ----------------------------------------------------------------------- | ----------------------------------------------------------------------- | ----------------------------------------------------------------------- |
| 10-10-2009                                                              | Yokohama                                                                | Giappone                                                                | 2 – 0                                                                   | Scozia                                                                  | Amichevole                                                              | -                                                                       |                                                                         |
| 14-2-2010                                                               | Tokyo                                                                   | Giappone                                                                | 1 – 3                                                                   | Corea del Sud                                                           | Coppa dell'Asia orientale 2010                                          | -                                                                       | 46’                                                                     |
| 4-9-2010                                                                | Yokohama                                                                | Giappone                                                                | 1 – 0                                                                   | Paraguay                                                                | Amichevole                                                              | -                                                                       | 68’                                                                     |
| 7-9-2010                                                                | Osaka                                                                   | Giappone                                                                | 2 – 1                                                                   | Guatemala                                                               | Amichevole                                                              | -                                                                       |                                                                         |
| 17-1-2011                                                               | Al Rayyan                                                               | Giappone                                                                | 5 – 0                                                                   | Arabia Saudita                                                          | Coppa d'Asia 2011 - 1º turno                                            | -                                                                       | 63’                                                                     |
| 21-1-2011                                                               | Doha                                                                    | Giappone                                                                | 3 – 2                                                                   | Qatar                                                                   | Coppa d'Asia 2011 - Quarti di finale                                    | -                                                                       | 64’                                                                     |
| 25-1-2011                                                               | Doha                                                                    | Giappone                                                                | 2 – 2 dts (3 - 0 dtr)                                                   | Corea del Sud                                                           | Coppa d'Asia 2011 - Semifinale                                          | -                                                                       | 85’                                                                     |
| 29-1-2011                                                               | Doha                                                                    | Australia                                                               | 0 – 1 dts                                                               | Giappone                                                                | Coppa d'Asia 2011 - Finale                                              | -                                                                       | 56’                                                                     |
| Totale                                                                  |                                                                         | Presenze                                                                | 8                                                                       |                                                                         | Reti                                                                    | 0                                                                       |                                                                         |

## Palmarès

### Giocatore

#### Club

##### Competizioni nazionali
- Campionato giapponese: 3

Kashima Antlers: 2007, 2008, 2009
- Coppa dell'Imperatore: 2

Kashima Antlers: 2007, 2010
- Supercoppa del Giappone: 2

Kashima Antlers: 2009, 2010
- Coppa J. League: 2

Kashima Antlers: 2011, 2012
- Thai League Cup: 1

BEC Tero Sasana: 2014

### Nazionale
- Coppa d'Asia: 1

2011